# Hidrometeori
Hidrometeori je skupni naziv za proizvode u tekućem ili čvrstom stanju nastale kondenzacijom ili depozicijom (procjeđivanjem) vodene pare. Razlikuju se: 
- tekuće oborine (kiša, rosulja);
- kapljice vode suspendirane u zraku (oblak, magla);
- oborine koje se smrzavaju u dodiru s tlom (prehladna kiša, prehladna rosulja);
- krute oborine (snijeg, tuča, sutuča, snježna zrnca, solika, ledene iglice);
- oborine koje ne dosežu do tla;
- čvrste ili tekuće čestice podignute s tla vjetrom (snježna vijavica);
- hidrometeori koji nastaju na tlu (rosa, mraz, inje).[1]

## Meteorološke pojave ili meteorološki elementi
Fizikalno stanje atmosfere u nekom trenutku nad nekim mjestom izražava se kvantitativno meteorološkim pojavama ili elementima i kvalitativno opisom pojedinih pojava, a njihova se sveukupnost nad nekom točkom, područjem ili uzduž nekog područja zove vrijeme. 
Meteorološke pojave ili elementi jesu: temperatura, vlažnost zraka, tlak i gustoća zraka, brzina i smjer vjetra, količina, vrsta, visina i debljina oblaka, vidljivost, insolacija, te zračenje Sunca i Zemlje. 
Atmosferske pojave ili meteore može se razvrstati u 4 osnovne grupe: hidrometeore, litometeore, fotometeore i elektrometeore. Njima su svojstveni jakost (intenzitet) i trajanje. 

### Hidrometeori
Hidrometeori su proizvodi vodene pare koji u krutom ili tekućem stanju padaju na Zemlju (kiša, rosulja, snijeg, tuča, sugradica), ili lebde u atmosferi (magla, sumaglica), ili lebde vjetrom uzdignuti sa Zemljine površine (mećava, vijavica, dim mora), ili se talože na tlu (rosa, mraz, inje, poledica, snježni pokrivač). 

### Litometeori
Litometeori su čestice suspendirane u atmosferi, kao na primjer suha mutnoća, pješćana magla, prašinska oluja, dim. 

### Fotometeori
Fotometeori su svjetlosne pojave u atmosferi (optika atmosfere), kao na primjer halo oko Sunca ili Mjeseca, vijenac (korona) oko Sunca ili Mjeseca, duga, irizacija, glorija. 

### Elektrometeori
Elektrometeori su pojave vezane uz atmosferski elektricitet, kao na primjer grmljavina, sijevanje (munja), električno pražnjenje (električni izboj), polarna svjetlost.